# 부안 임씨
부안 임씨(扶安林氏)는 전북특별자치도 부안군을 본관으로 하는 한국의 성씨이다.

## 역사
시조 임계미(林季美)가 고려 초에 금자광록대부(金紫光祿大夫)로 평장사(平章事)를 역임하였다고 한다. 
9세손 임숙(林淑)이 순성보절좌리공신(純誠輔絶佐理功臣)에 녹훈되고, 금자광록대부(金紫光祿大夫)에 올라 보안백(保安伯)에 봉해져서 중시조로 삼는다.
임숙의 아들인 임난수(林蘭秀, 1342년 ~ 1407년)가 1374년(공민왕 23) 탐라를 정벌하는 공을 세웠고, 공조전서(工曹典書)에 이르렀다.
임난수의 아들인 임목(林穆, 1371년 ~ 1448년)은 조선 태종 때 생원·진사시에 합격하여 양양도호부사(壤陽都護府使)를 지내고, 나성 독락정(獨樂亭)을 세웠다.
조선시대 문과 급제자 6명을 배출하였다. 임원배(林原培, 1806년생)가 1827년(순조 27) 문과에 장원 급제하여 사헌부지평(司憲府持平), 예조좌랑(禮曹佐郞) 등을 역임하였다.

## 인물

### 조선 왕실과의 인척관계
- 사도세자의 후궁 숙빈 임씨
- 정조의 후궁 의빈 성씨의 어머니 증정경부인 임씨

## 항렬자
| 16세   | 17세    | 18세   | 19세    | 20세   | 21세    | 22세   | 23세    | 24세   | 25세    |
| ------ | ------- | ------ | ------- | ------ | ------- | ------ | ------- | ------ | ------- |
| 상(相) | ○환(煥) | 기(基) | ○호(鎬) | 영(永) | 재○(栽) | 묵(默) | ○규(奎) | 진(鎭) | ○수(洙) |

## 인구
- 1985년 48,043명
- 2000년 63,589명
- 2015년 76,154명